# Лакакрія лілова
Лакакрія лілова, лаковиця бузкова, лаковиця лілова (Laccaria amethystina) — вид грибів роду лакакрія (Laccaria). Видова назва вказує на аметистовий колір гриба.

## Будова
У цього гриба шапинка діаметром 5 см. У молодих плодових тіл форма випукло розпростерта, а в зрілих — плоско розпростерта. Край шапки вигнутий, хвилястий, поверхня суха, має зморшки і луски. Перевернувши шапку, видно прирослі пластинки, які ніби опускаються до ніжки. Вони досить товсті, видаються рідкими, у молодих грибів фіолетові, а в дорослих — синювато–лілові. М'якуш лілуватий.

## Поширення та середовище існування
Росте цей шапковий гриб на мокрому ґрунті спорадично, невеликими групами у листяних та хвойних лісах. Плодові тіла з'являються в серпні — листопаді. В Україні зростає в Карпатах та Лівобережному Лісостепу.

## Практичне використання
Їстівний гриб, який можна споживати у свіжому вигляді, а для приготування страв беруть лише шапки.